# فیل براینت
فیل براینت (به انگلیسی: Phil Bryant) فرماندار کنونی ایالت میسیسیپی از حزب جمهوری‌خواه ایالات متحده آمریکا است که در تاریخ ۱۰ ژانویه ۲۰۱۲ میلادی به عنوان فرماندار انتخاب شد و تا سال ۲۰۱۶ در این سمت باقی خواهد ماند.